# Vorstendom Perejaslavl
Het vorstendom Perejaslavl (Oekraïens: Переяславське князівство) was vanaf het einde van de 9e eeuw een deelvorstendom van de Kievse Roes, gevestigd in de stad Perejaslavl (nu Perejaslav) aan de rivier de Troebizj. Na het uiteenvallen van het Kievse Rijk bestond het tot 1323 als een onafhankelijk vorstendom totdat het werd opgenomen in het groothertogdom Litouwen.

## Gebied
Het vorstendom lag ten zuidoosten van Kiev op de linkeroever van de Dnjepr aan de grens met de zogenaamde Wilde Velden. Het centrum Perejaslavl werd onder de Kiever vorst Vladimir uitgebreid tot een grensfort tegen de invallen van de Petsjenegen. In het noorden grensde het vorstendom aan het vorstendom Tsjernigov en in het westen aan het vorstendom Kiev. De oostgrens lag niet ver ten westen van de Severski Donets, waar vermoedelijk de legendarische Koemaanse stad Sjaroekan lag. De bevolking werd gevormd door de Oost-Slavische stammen der Severjanen en Oelitsjen.

## Geschiedenis
De Nestorkroniek dateert de stichting van de stad Perejaslavl tot 992. Het archeologische bewijs suggereert dat ze niet lang na deze datum werd gesticht. Aanvankelijk was Perejaslavl een van de belangrijke steden van de Kievse Roes, na Tsjernigov en Kiev. De stad lag bij een doorwaadbare plaats waar Vladimir de Grote een strijd vocht tegen de nomadische Petsjenegen.
Na de dood van Jaroslav de Wijze in 1054 werd het vorstendom Perejaslavl hersteld met zijn zoon Vsevolod als vorst. Svjatoslav ontving Tsjernigov, Smolensk ging naar Vjatsjeslav en Wolynië naar Igor. Gedurende deze tijd ontstond ook het bisdom Perejaslavl.  
Vanaf het einde van de 11e eeuw werd het vorstendom, evenals het naburige vorstendom Kiev, fel bestreden onder de heersende dynastie van de Ruriken. Dit begunstigde de invallen van de steppenomaden. Al in de 12e eeuw begon de bevolking naar het noorden te migreren, naar het rustigere gebied tussen Oka en Wolga, dat toebehoorde aan het vorstendom Rostov-Soezdal (later Vladimir-Soezdal). Talrijke duplicaties van de Zuid-Russische toponiemen, zoals Pereslavl-Zalesski of de rivier Troebezj, herinneren aan de oorsprong van de kolonisten.
Op 3 maart 1239 werd Perejaslavl ingenomen door de Mongolen en geplunderd. Daarna stond het vorstendom onder de heerschappij van de Gouden Horde.
In 1321 sneuvelde vorst Oleg van Perejaslavl in de Slag aan de Irpin, waarbij verschillende Zuid-Russische vorsten tevergeefs probeerden een Litouwse invasie onder Gediminas te voorkomen. Vanaf dat moment viel het vorstendom Perejaslavl onder de heerschappij van Litouwen en werd het al snel ontbonden.